# Zbigniew Żmudzki
Zbigniew Żmudzki (ur. 17 stycznia 1950 w Łodzi) – polski producent filmowy.

## Życiorys
Absolwent wydziału Ekonomiczno-Socjologicznego na Uniwersytecie Łódzkim i Wyższego Zawodowego Studium Organizacji Produkcji Filmowej w PWSFTviT w Łodzi. W latach 1976–1992 pracował w Zespołach Filmowych przy produkcji filmów fabularnych – aktorskich. W 1993 związał się z filmem animowanym i Studiem Filmowym Semafor gdzie był szefem produkcji. W grudniu 1999 założył spółkę Se-ma-for Produkcja Filmowa i został jej prezesem (do roku 2015). Od 2008 do 2015 stał także na czele Fundacji Filmowej Se-ma-for. Inicjator powstania Se-ma-for Muzeum Animacji.
Filmy animowane, których był producentem zdobyły wiele krajowych i międzynarodowych nagród na festiwalach filmowych. Najważniejsza to Oscar dla filmu Piotruś i wilk (reż. Suzie Templeton, współproducent).
Studio Se-ma-for kierowane przez Zbigniewa Żmudzkiego otrzymało w 2007 i 2008 nagrody i wyróżnienia za całokształt działalności:
1. „Platynowe Koziołki” na Międzynarodowym Festiwalu Młodego Widza „Ale Kino” w Poznaniu 2007;
2. Statuetkę „Turysty 2008” na III Międzynarodowym Festiwalu Filmów Turystycznych w Płocku;
3. Złoty Medal za promocję Polski przyznany przez Polski Klub Biznesu;
4. Nagrodę Profesjonała na II międzynarodowym Festiwalu Zawodów Filmowych CINEMAGIC 2008 w Płocku;
5. Zwycięstwo w styczniowym (2008) plebiscycie „Łódź Sukcesu”[1].

Współpracuje z Fundacją Tour Academy organizującą Festiwal Art. Film and Tourism.
Zbigniew Żmudzki był członkiem jury wielu słynnych festiwali na świecie, zarówno filmów animowanych, fabularnych, dokumentalnych, jak i korporacyjnych oraz turystycznych.
Współautor pomysłu i koncepcji animowanego serialu lalkowego dla dzieci w wieku przedszkolnym Parauszek i przyjaciele.

## Filmografia

### Filmy w Zespołach Filmowych
1. Barwy ochronne – reż. Krzysztof Zanussi – kierownik planu, asystent kierownika produkcji;
2. Ostatnie okrążenie – film telewizyjny – reż. Krzysztof Rogulski – kierownik planu;
3. Etiudy Maria i Zabawa – reż. Hanna Hartowicz-Kosińska – kierownik planu;
4. Jak cudne są wspomnienia – serial telewizyjny – reż. Stanisław Janicki – kierownik planu;
5. Nauka latania – reż. Sławomir Idziak – II kierownik produkcji;
6. W biegu – film telewizyjny – reż. Krzysztof Rogulski – II kierownik produkcji;
7. Aria dla atlety – reż. Filip Bajon – II kierownik produkcji;
8. Podróż do Arabii – reż. Antoni Krauze – II kierownik produkcji;
9. Przyłbice i kaptury – serial telewizyjny – reż. Marek Piestrak – II kierownik produkcji;
10. Bluszcz – reż. Hanka Włodarczyk – II kierownik produkcji;
11. Mgła – reż. Adam Kuczyński – II kierownik produkcji;
12. Fucha – reż. Michał Dudziewicz – II kierownik produkcji;
13. W biały dzień – reż. Edward Żebrowski – II kierownik produkcji;
14. Grzechy dzieciństwa – reż. Krzysztof Nowak – II kierownik produkcji;
15. Bołdyn – reż. Ewa i Czesław Petelscy – II kierownik produkcji;
16. Wilczyca reż. Marek Piestrak – II kierownik produkcji;
17. Podróże pana Kleksa – reż. Krzysztof Gradowski – II kierownik produkcji;
18. Pogranicze w ogniu – I seria telewizyjna – reż. Andrzej Konic – kierownik produkcji;
19. Powrót wabiszczura – reż. Zbigniew Rebzda – kierownik produkcji;
20. Leśmian – film telewizyjny – reż. Leszek Baron – kierownik produkcji;
21. Jan Kiliński – dokumentalny film telewizyjny – reż. Marian Kubera – kierownik produkcji;
22. Wrocławska awangarda – dokumentalny film telewizyjny – reż. Andrzej Sapija – kierownik produkcji;
23. Ostatnie miejsce na Ziemi – dokumentalny film telewizyjny – reż. Ryszard Blaźniak – kierownik produkcji;
24. Janka – montażowa wersja filmu do kin – reż. Janusz Łęski – kierownik produkcji;
25. Szuler – reż. Adek Drabiński – kierownik produkcji[3].

### Filmy w Se-ma-forze
W filmach Se-ma-fora Zbigniew Żmudzki był producentem.
1. Śmieciosztuka – cykl 10 programów telewizyjnych dla dzieci – reż. Jacek Łechtański;
2. Malowanki Franka Firanki – cykl 10 programów telewizyjnych dla dzieci – reż. Piotr Trzaskalski;
3. Teatralne odsłanianki Franka Firanki – cykl 10 programów telewizyjnych dla dzieci – reż. Piotr Trzaskalski;
4. Ufoludki w Bajkotece – seria 4 spektakli telewizyjnych dla dzieci – reż. Zbigniew Kotecki i Antoni Bańkowski;
5. Sznurowadło w supełki – reż. Stanisław Lenartowicz – rysunkowy, 25 min. zrealizowany dla Telewizji Polskiej – Nagroda „Srebrne Koziołki” na XVIII Międzynarodowym Festiwalu Młodego Widza „Ale Kino” w Poznaniu 2001;
6. Wielka podróż doktora Mordziaka – reż. Marian Kiełbaszczak – film lalkowo-aktorski, 25 min zrealizowany dla TVP;
7. Fantastyczny sklep z kwiatami – reż. Paweł Partyka – film lalkowy, 35 mm, color, 15 min. koprodukcja z Partyflex System (Dania) i Agencją Produkcji Filmowej, rok produkcji 2001 r. – Nagrody: Specjalna Nagroda Międzynarodowego Jury Dziecięcego na XVIII Międzynarodowym Festiwalu Młodego Widza „Ale Kino” w Poznaniu 2001; Specjalna Nagroda Jury Dziecięcego i Młodzieżowego na First International Film festival for Children and Young People, Mar del Plata w Argentynie; Złoty Medal – Medaglio d’Oro – 54th Festival Internazionale Del Cinema Di Salerno we Włoszech; Nagroda Publiczności – Festiwal Filmowy i Artystyczny „Lato Filmów”, Kazimierz Dolny 2002; nagroda dla najbardziej innowacyjnej animacji na Międzynarodowym Festiwalu Kina i Technologii 2005 Orlando, Floryda – USA;
8. Tajemnica kwiatu paproci – reż. Tadeusz Wilkosz – pełnometrażowy film dla dzieci w koprodukcji ze Studiem Anima-pol (producent wiodący) i APF;
9. Z głębokości wołam... – reż. Wojciech Gierłowski, zdjęcia Jacek Łechtański – film dokumentalny, 25 min., koprodukcja z TVP i APF, rok produkcji 2004 r. – Nagroda Monumentum Judaicum na Festiwalu Mediów „Człowiek w zagrożeniu” 2004;
10. Mokra bajeczka – reż. Wojciech Gierłowski – lalkowy film animowany dla dzieci (25 min), koprodukcja z TVP i PISF (APF), rok produkcji 2006 r. – film otrzymał nagrodę Platynowe Remi w za reżyserię filmu telewizyjnego na festiwalu w Huston w USA;
11. Ichthys – reż. Marek Skrobecki – 16 min film lalkowy, koprodukcja z APF, Partyflex, WFDiF i studiem Kropka, rok produkcji 2005 r. – Nagrody: dyplom honorowy na Krakowskim Festiwalu Filmowym 2005; I nagroda dla narracyjnego filmu krótkiego na Międzynarodowym Festiwalu Animacji w Ottawie – 2005; Brązowy Jabberwocky na Międzynarodowym Festiwalu Etiuda-Anima; Sony Audience Award na Festiwalu Filmów Animowanych Animafest w Ljublianie; Srebrna Kreska na Festiwalu OFAFA w Krakowie; Special Dimention na Międzynarodowym Festiwalu Filmów Animowanych w Seulu; wyróżnienie na Festiwalu Era Nowe Horyzonty we Wrocławiu; Grand Prix na Balkanima w Belgradzie i Wyróżnienie na Festiwalu Animacji Tindirindis w Wilnie;
12. Caracas – reż. Anna Błaszczyk (debiut) – 10 minut, animacja 2D, rok produkcji 2006 – Nagrody: nagroda specjalna na Festiwalu Re-animacja w Łodzi; nagroda dla najlepszego debiutu na Festiwalu Balkanima w Belgradzie;
13. Piotruś i wilk – reż. Suzie Templeton – film lalkowy, ekranizacja baletu S. Prokofiewa – koprodukcja z BreakThru Peter z Wielkiej Brytanii, jedna z największych koprodukcji w historii polskiej animacji – film nominowany do nagrody BAFTA; zdobył główną nagrodę „Kryształ Annecy” i nagrodę publiczności na najważniejszym światowym festiwalu filmów animowanych w Annecy we Francji; otrzymał też nagrodę Złotej Róży w kategorii performance za połączenie filmu z muzyką graną na żywo na Rose D’Or Festival w Lucernie (Szwajcaria); nagrodę dla najlepszego europejskiego programu w konkursie Pulcinella Italian Television Animation Awards w Salerno; Oscar za rok 2007 w kategorii krótkiej animacji;
14. Miasto płynie – reż. Balbina Bruszewska (debiut) – kombinowany, 17 minut, 2008 – Grand prix na festiwalu „Łodzią po Wiśle” 2009;
15. Treser żuków – reż. Donatas Ulvydas, Linas Augotis, Marek Skrobecki & Rasa Miskinyte – film dokumentalny zrealizowany w koprodukcji polsko-litewskiej, 53 min. 2009;
16. Powrót – reż. Anna Błaszczyk – animacja 2D, 8 minut, 2009;
17. Radostki – reż. Magdalena Osińska – animacja 2D, 10 minut, 2008 – Nagrody i wyróżnienia na festiwalach: Reanimacja, Era Nowe Horyzonty, Bibiana w Bratysławie, OFAFA w Krakowie, GFFA Afternoon w Solothurn w Szwajcarii;
18. Zuzanna – reż. Daria Kopiec – aktorsko-animowany 17 minut, 2009 r.
19. Zgrzyt – reż. Anna Cywińska – aktorsko-animowany 8 minut, 2010 r.
20. Danny boy – reż. Marek Skrobecki – lalkowy 10 minut, 2010 r.
21. Maska – reż. Bracia Quay – lalkowy 24 minuty, 2010 r.
22. Dwa kroki za... – reż. Paulina Majda – animacja 2D, 8 minut, 2010 r., koprodukcja ze Studiem Munka
23. Underlife – reż. Jarosław Konopka – animacja lalkowa, 8 minut, 2010 r., koprodukcja ze Studiem Munka
24. Dobro, piękno i prawda – reż. Balbina Bruszewska – animacja 2D, 6 minut, 2011 r.
25. Świteź – reż. Kamil Polak – animacja 2D i 3D, 20 minut, 2011 r., koprodukcja z Human Ark
26. Snępowina – reż. Marta Pajek – animacja rysunkowa, 13 minut, 2011 r.
27. Walizka – reż. Jacek Łechtański – animacja lalkowa, 10 minut, 2012 r.
28. On/Off – reż. Piotr Ludwik – animacja lalkowa, 6 minut, 2012 r.
29. Czarodzieje Honoratki – reż. Leopold René Nowak – film dokumentalny, 107 minut 2012 – koprodukcja z Oficyną Galicja.
30. Parauszek i przyjaciele – reż. Krzysztof Brzozowski – animacja lalkowa, serial dla dzieci 26 odc., 2013 i 2014 r.
31. Niebieski pokój – reż. Tomasz Siwiński – animacja 2D, 12 min., koprodukcja z Sacrebleu Production (Francja)[3]
32. Ucieczka – reż. Jarosław Konopka – animacja lalkowa – koprodukcja ze Studiem Filmowym Anima-Pol, 2016 r